# Station Moissac
Station Moissac is een spoorwegstation in de Franse gemeente Moissac. Het wordt bediend door treinen van het netwerk TER Occitanie op het traject Toulouse - Agen.